# Aérodrome de Yam Island
L’aéroport de Yam Island, code IATA :  XMY • code OACI : YYMI, est un aéroport de l’île Yam, dans le Queensland, en Australie. 

## Compagnies et destinations
| Compagnies        | Destinations                                               |
| ----------------- | ---------------------------------------------------------- |
| Skytrans Airlines | Coconut Island, Horn Island, Warraber Island, Yorke Island |